# Chicago at Carnegie Hall
Chicago at Carnegie Hall è il primo album dal vivo del gruppo rock statunitense Chicago, pubblicato nel 1971.

## Tracce
Side 1
1. In the Country – 10:35 (Terry Kath)
2. Fancy Colours – 5:15 (Robert Lamm)
3. Does Anybody Really Know What Time It Is? (free form intro) – 6:20 (Lamm)
4. Does Anybody Really Know What Time It Is? – 3:47 (Lamm)

Side 2
1. South California Purples – 15:35 (Lamm)
2. Questions 67 and 68 – 5:36 (Lamm)

Side 3
1. Sing a Mean Tune Kid – 12:54 (Lamm)
2. Beginnings – 6:27 (Lamm)

Side 4
1. It Better End Soon – 15:55 (Lamm, Kath, Walter Parazaider)

Side 5
1. Introduction – 7:10 (Kath)
2. Mother – 8:21 (Lamm)
3. Lowdown – 3:58 (Peter Cetera, Danny Seraphine)

Side 6
1. Travel Suite: 1. Flight 602 – 3:31 (Lamm)
2. Travel Suite: 2. Motorboat to Mars – 3:00 (Seraphine)
3. Travel Suite: 3. Free – 5:15 (Lamm)
4. Where Do We Go From Here – 4:08 (Cetera)
5. I Don't Want Your Money – 5:23 (Kath, Lamm)

Side 7
1. Travel Suite 6: Happy Cause I'm Going Home – 7:56 (Lamm)
2. Ballet for a Girl in Buchannon – 15:25 (James Pankow)

Side 8
1. A Song for Richard and His Friends – 6:58 (Lamm)
2. 25 or 6 to 4 – 6:35 (Lamm)
3. I'm a Man – 8:51 (Jimmy Miller, Steve Winwood)

## Formazione
- Peter Cetera – basso, voce, cori
- Terry Kath – chitarra, voce, cori
- Robert Lamm – tastiera, voce, cori
- Lee Loughnane – tromba, percussioni, chitarra (tracce 13 e 16)
- James Pankow – trombone, percussioni
- Walter Parazaider – woodwinds, percussioni
- Danny Seraphine – batteria